# Kennedy Boateng
Kennedy Kofi Boateng (Tamale, 29 novembre 1996) è un calciatore ghanese naturalizzato togolese, difensore della Dinamo Bucarest.

## Biografia
Nato in Ghana, ha origini togolesi tramite madre.

## Caratteristiche tecniche
È un difensore centrale.

## Carriera

### Club
Cresciuto nel settore giovanile del WAFA, nel 2016 approda in Europa firmando con il LASK che lo aggrega inizialmente nella propria squadra riserve. Fa il suo esordio fra i professionisti il 20 settembre in occasione dell'incontro di ÖFB-Cup vinto 2-1 contro il Kalsdorf.
Al termine della stagione passa in prestito al Ried. A fine stagione il prestito viene rinnovato per un altro anno. Dopo due stagioni in cui si ritaglia un ruolo nell'undici titolare del club neroverde viene acquistato a titolo definitivo.
Nel mercato estivo del 2021 si trasferisce al Santa Clara.

### Nazionale
Nel novembre 2021 viene convocato per la prima volta dal Togo.

## Statistiche

### Presenze e reti nei club
Statistiche aggiornate al 20 marzo 2022.
| Stagione        | Squadra            | Campionato      | Campionato | Campionato | Coppe nazionali | Coppe nazionali | Coppe nazionali | Coppe continentali | Coppe continentali | Coppe continentali | Altre coppe | Altre coppe | Altre coppe | Totale | Totale | Totale |
| Stagione        | Squadra            | Comp            | Pres       | Reti       | Comp            | Pres            | Reti            | Comp               | Pres               | Reti               | Comp        | Pres        | Reti        | Pres   | Reti   |        |
| --------------- | ------------------ | --------------- | ---------- | ---------- | --------------- | --------------- | --------------- | ------------------ | ------------------ | ------------------ | ----------- | ----------- | ----------- | ------ | ------ | ------ |
| 2016            | WAFA               | PL              | 20         | 1          |                 | -               | -               |                    | -                  | -                  |             | -           | -           | 20     | 1      |        |
| 2016-2017       | Pasching/LASK Jrs. | RL              | 12         | 1          |                 | -               | -               |                    | -                  | -                  |             | -           | -           | 12     | 1      |        |
| 2016-2017       | LASK               | 1L              | 10         | 2          | CA              | 1               | 0               |                    | -                  | -                  |             | -           | -           | 11     | 2      |        |
| 2017-2018       | Ried               | 1L              | 29         | 0          | CA              | 4               | 3               |                    | -                  | -                  |             | -           | -           | 33     | 3      |        |
| 2018-2019       | Ried               | 1L              | 30         | 0          | CA              | 3               | 0               |                    | -                  | -                  |             | -           | -           | 33     | 0      |        |
| 2019-2020       | Ried               | 1L              | 21         | 1          | CA              | 2               | 0               |                    | -                  | -                  |             | -           | -           | 23     | 1      |        |
| 2020-2021       | Ried               | BL              | 24         | 0          | CA              | 0               | 0               |                    | -                  | -                  |             | -           | -           | 24     | 0      |        |
| 2021-2022       | Santa Clara        | PL              | 20         | 0          | CP+CdL          | 1+1             | 0               | UECL               | 2                  | 0                  |             | -           | -           | 24     | 0      |        |
| Totale carriera | Totale carriera    | Totale carriera | 166        | 5          |                 | 12              | 3               |                    | 2                  | 0                  |             | -           | -           | 181    | 8      |        |